# Dipilto
Dipilto é um município da Nicarágua, situado no departamento de Nueva Segovia. Tem 147 km² de área e sua população em 2020 foi estimada em 6.765 habitantes.